# Józef Kurasiewicz
Józef Kurasiewicz (ur. ok. 1859 w Czchowie, zm. 5 marca 1926 w Sanoku) – polski lekarz, doktor wszech nauk lekarskich.

## Życiorys
Urodził się około 1859 w Czchowie. Ukończył studia medyczne uzyskując stopień doktora wszech nauk lekarskich. W okresie zaboru austriackiego w ramach autonomii galicyjskiej pracował jako lekarz. Od około 1890 był sekundariuszem I klasy w Szpitalu św. Łazarza w Krakowie. Był wtedy przypisany do adresu Zwierzyniec nr 24. Na początku 1891 wraz z dwunastoma innymi krakowskimi doktorami medycyny przystąpił do Towarzystwa im. Stanisława Staszica we Lwowie. Następnie od około 1891/1892 był lekarzem w Rozdole. Od 1 czerwca 1894 ordynował jako lekarz w Lubieniu Wielkim (20 maja 1894 otwarto tam zakład kąpielowy wód siarczanych), gdzie poznał się jako życzliwy w swojej służbie i filantrop. Od około 1895 był lekarzem miejskim, zatrudnionym w magistracie miasta Bełz, a równolegle, od około 1897 pełnił funkcję asystenta sanitarnego w urzędzie starostwa c. k. powiatu rawskiego. Następnie od około 1898 pełnił funkcję asystenta sanitarnego w urzędzie starostwa c. k. powiatu drohobyckiego, po czym w październiku 1899 w charakterze asystenta sanitarnego został przeniesiony z Drohobycza do Strzyżowa i od tego czasu był asystentem sanitarnym w urzędzie starostwa c. k. powiatu strzyżowskiego, od marca 1903 był tam koncepistą sanitarnym, a od grudnia 1907 sprawował stanowisko lekarza powiatowego. W czerwcu 1912 w charakterze starszego lekarza powiatowego został przeniesiony ze Strzyżowa do Sanoka i od tego czasu sprawował stanowisko starszego lekarza powiatowego w urzędzie starostwa c. k. powiatowego w Sanoku, pozostając na posadzie podczas I wojny światowej i do końca państwa austro-węgierskiego. Pracował również w Szpitalu Powszechnym w Sanoku.
Publikował w czasopiśmie „Przegląd Lekarski”. W 1890 został czynnym członkiem Towarzystwa Lekarskiego w Krakowie. W 1903 wstąpił do Towarzystwa Samopomocy Lekarzy. Przed 1914 należał do Towarzystwa Lekarzy Galicyjskich. W 1913 prowadził szkolenie sanitarne, zorganizowany przez „Samarytanina Sokolego” w Sanoku. Był lekarzem oddziału w Sanoku Towarzystwa Wzajemnych Ubezpieczeń w Krakowie (ok. 1913/1914).
Podczas I wojny światowej i utworzeniu Naczelnego Komitetu Narodowego wszedł w skład Powiatowego Komitetu Narodowego (PKN) w Sanoku. Po odzyskaniu przez Polskę niepodległości w latach 20. II Rzeczypospolitej pozostawał lekarzem powiatowym w Sanoku do 1925, gdy został przeniesiony w stan spoczynku. Pozostawał także lekarzem sanockiego szpitala.
Był działaczem sanockiego gniazda Polskiego Towarzystwa Gimnastycznego „Sokół” (1912, 1919, 1921, 1922, 1932, 1924), wybierany do wydziału (zarządu) w 1913, 1920, pełnił funkcję lekarza towarzystwa. Pod koniec 1912 został wybrany członkiem wydziału „Towarzystwa Bursy”, sprawującego pieczę nad Bursą Jubileuszową im. Cesarza Franciszka Józefa w Sanoku. W maju 1913 został wybrany I wiceprezesem zarządu Powiatowego Towarzystwa Kółek Rolniczych w Sanoku. Od 2 stycznia 1914 był członkiem wydziału Towarzystwa Kredytowego Urzędników i Sług Państwowych dla Budowy Członkom Domów Mieszkalnych i Dostarczanie Tymże Członkom Artykułów Spożywczych w Sanoku. W 1922 wstąpił do Związku Lekarzy Małopolski i Śląska.

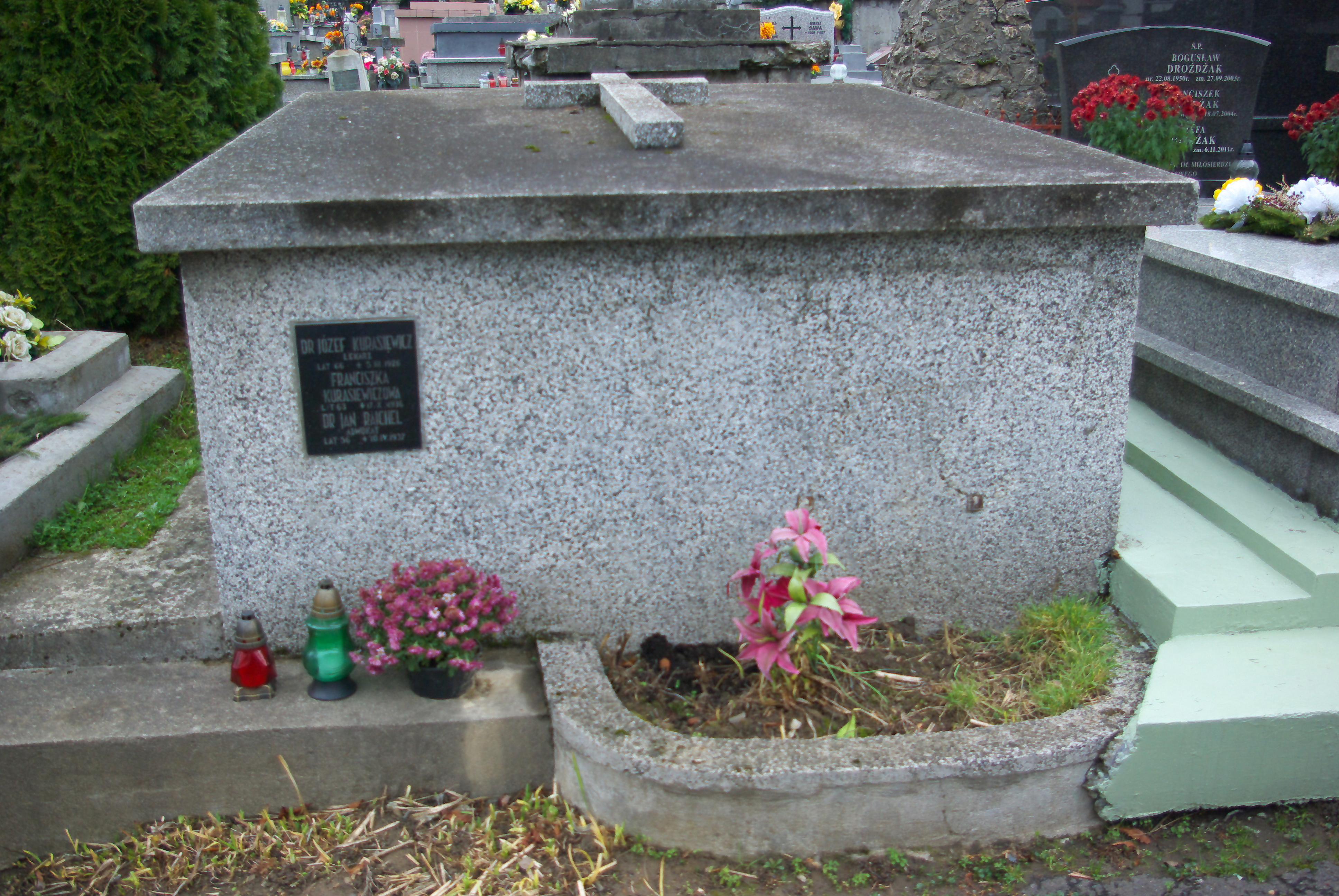
Grobowiec rodziny Kurasiewiczów i Jana Rajchla

Zmarł 5 marca 1926 w Sanoku w wieku 66/67 lat. Został pochowany na cmentarzu przy ul. Rymanowskiej w Sanoku 8 marca 1926 po pogrzebie pod przewodnictwem ks. Pawła Rabczaka.
W tym samym miejscu została pochowana jego żona Franciszka z domu Jachimowicz (zm. w 1936 w wieku 63 lat), a także adwokat i burmistrz Sanoka dr Jan Rajchel, który był ich zięciem, żonatym z ich córką Zofią Anną (ur. 1898)).

## Odznaczenia
austro-węgierskie
- Medal Jubileuszowy Pamiątkowy dla Cywilnych Funkcjonariuszów Państwowych (przed 1912)[21].
- Krzyż Jubileuszowy dla Cywilnych Funkcjonariuszów Państwowych (przed 1912)[21].